# شراط کوکاب
شراط کوکاب یک کوه در سوریه است که در حسکه واقع شده‌است.